# Гоголів (Броварський район)
Го́голів — село у Броварському районі Київської області, до 1921 — містечко, що в часи Гетьманщини мало Магдебурзьке право, а в часи Гетьманщини- Війська Запорозького - адміністративний центр Гоголівської сотні Київського полку. Входить до складу Великодимерської селищної громади.
Кількість мешканців 5 016 (2017 рік). Загальна площа землі в адмінмежах колишньої Гоголівської сільської ради — 9477,4 га.
Батьківщина класика української літератури ХХ століття Грицька Чупринки, на честь якого було присвоєно підпільницьке ім'я генералу УПА, Герою України Роману Шухевичу.

## Географія
У селі бере початок річка Гоголів, права притока Трубежа.

## Історія
Минуле Гоголева історики ототожнюють з літописним градом Носовим на Руді, який згадується близько 1148 р[джерело?].

### У складі Речі Посполитої
Бурхливий розвиток Гоголів отримав на початку XVII століття. У той час було збудовано сильну фортецю, кілька церков. Містечко отримує статус міського самоуправління (Магдебурзьке право). За королівським указом 25 лютого 1625 р. Гоголеву пожаловано «вольность мєстную», повну судову владу передано містечковому уряду на вічні часи[джерело?].
У 1628 році у польських джерелах значиться Гоголів із шістьма господарствами («димами») та десятьма земельними наділами[джерело?].
У 1630 році у ході війни поляків і козаків-українців (черкасів) військо Конєцпольського, переправившись з правого берега Дніпра, повністю вирізало всіх людей у містечку Гоголеві (на той час козачому)[джерело?].

### У складі Війська Запорозького Городового
1649 року тут формується адміністративна одиниця Київського полку Війська Запорозького Городового — Гоголівська козацька сотня. У наступні століття Гоголів прославився своїми ярмарками, виріс до найбільшого містечка Остерського повіту Чернігівської губернії, став центром Гоголівської волості.[джерело?]

1656 Павло Алепський у «Подорожі антіохійського патріарха Макарія в Росію» писав:
...великий базар с укріпленням, замком і двома ровами з проточною водою. Він називається Гогола (Гоголів). В ньому дві церкви: одна — в ім'я Преображення, інша — Різдва Богородиці.
В XVII ст. (1667 р.) жителі села брали участь в одному з козацьких повстань і були знищені російськими військами, про що в праці «Історія Росії» згадує історик Сергій Соловйов, цитуючи листа гетьмана Брюховецького до україно-руських козаків із закликом приєднатися з великоруськими козаками до спільного повстання проти імперських порядків під проводом Степана Разіна і його: «Остерегаю вас: как только нас усмирят, станут промышлять об искоренении Дона и Запорожья. Их злое намерение уже объявилось: в недавнее время под Киевом в городах Броворах, Гоголеве и других всех жителей вырубили, не пощадив и малых деток. Прошу вторично и остерегаю: не прельщайтесь их несчастною казною, но будьте в братском единомыслии с господином Стенькою, как мы находимся в неразрывном союзе с заднепровскою братьею нашею»[джерело?].
Також під час Московсько-Української війни під приводом Гетьмана Іоанна Брюховецького згадується гоголівський священик Ісакій, про якого є наступна згадка у Соловйова[джерело?]:

Пришел в Киев гоголевский поп Исакий и объявил воеводе: «Был я в Терехтемировском монастыре и слышал от тамошнего игумена, что гетман Демьян и полковники разных городов переяславской (восточной) стороны часто списываются с гетманом Дорошенком о том, чтобы им не допустить государя до миру с польским королем, а если государь отдаст Киев польскому королю, то им соединиться всем с обеих сторон, за Киев стоять и с поляками биться».

В 1651 році згадуються межі Гоголівського староства Переяславської землі, на основі якого була сформована Гоголівська сотня Переяславського полку[джерело?].
У містечку Гоголеві гетьманськими військами І.Виговського 24 серпня 1658 року був схоплений заколотник, полковник Полтавського полку Яків Барабаш при спробі Ромодановського переправити його, після поразки протигетьманських військ під Полтавою, під охороною до Києва до воєводи Василя Шереметєва[джерело?].

### У складі Російської імперії
Після ліквідації Війська Запорізького у Гоголеві і окрузі зростає кількість населення — на землях під Києвом оселяються немало запорозьких козаків[джерело?].
1859 року у козацькому містечку мешкало 3665 осіб (1771 осіб чоловічої статі та 1894 — жіночої), налічувалось 604 дворових господарств, існували 2 православні церкви та винокуренний завод, відбувалось 3 ярмарки на рік та базари[джерело?].

На початку XX ст. — містечко Гоголів, центр Гоголівської волості Остерського повіту Чернігівської губернії Російської імперії. Після встановлення радянської влади — село Гоголів Броварського району Київської області[джерело?].
У 1904 р. тут проживали 7 500 осіб (1901 року - 6657), діяло 150 торгово-промислових установ[джерело?].

### У складі УНР та комуністична окупація
З 1917 року Гоголів у складі УНР. У 1919-му  місто вкотре захопили російські большевики. 15 січня 1921 Гоголів визволили від большевиків повстанці отамана Ромашки в кількості 60 чоловік. Вони обеззброїли місцеву банду ОДПУ і ліквідували кілька активних провокаторів-комуністів, які були єврейського походження. Пізніше самі комуністи вигадали «еврейский погром», хоча страти відбувалися не за національною ознакою, а за вироком трибуналу без огляду на національність, а лише на злочинну діяльність[джерело?]. 
30 квітня 1921 околиці Гоголева звільнили від комуністів рейдуючі загони Революційної повстанської армії України Нестора Махна[джерело?]. 
1920—1930 у містечку панував комуністичний терор, піком якого стали депортації козацьких сімей, розграбування господарств та організація масових убивств голодом 1932-1933[джерело?]. 
У 1923-1925 роках - містечко - центр Гоголівського району Київського округу Київської губернії. !923 року населення - 7412 жителів[джерело?].

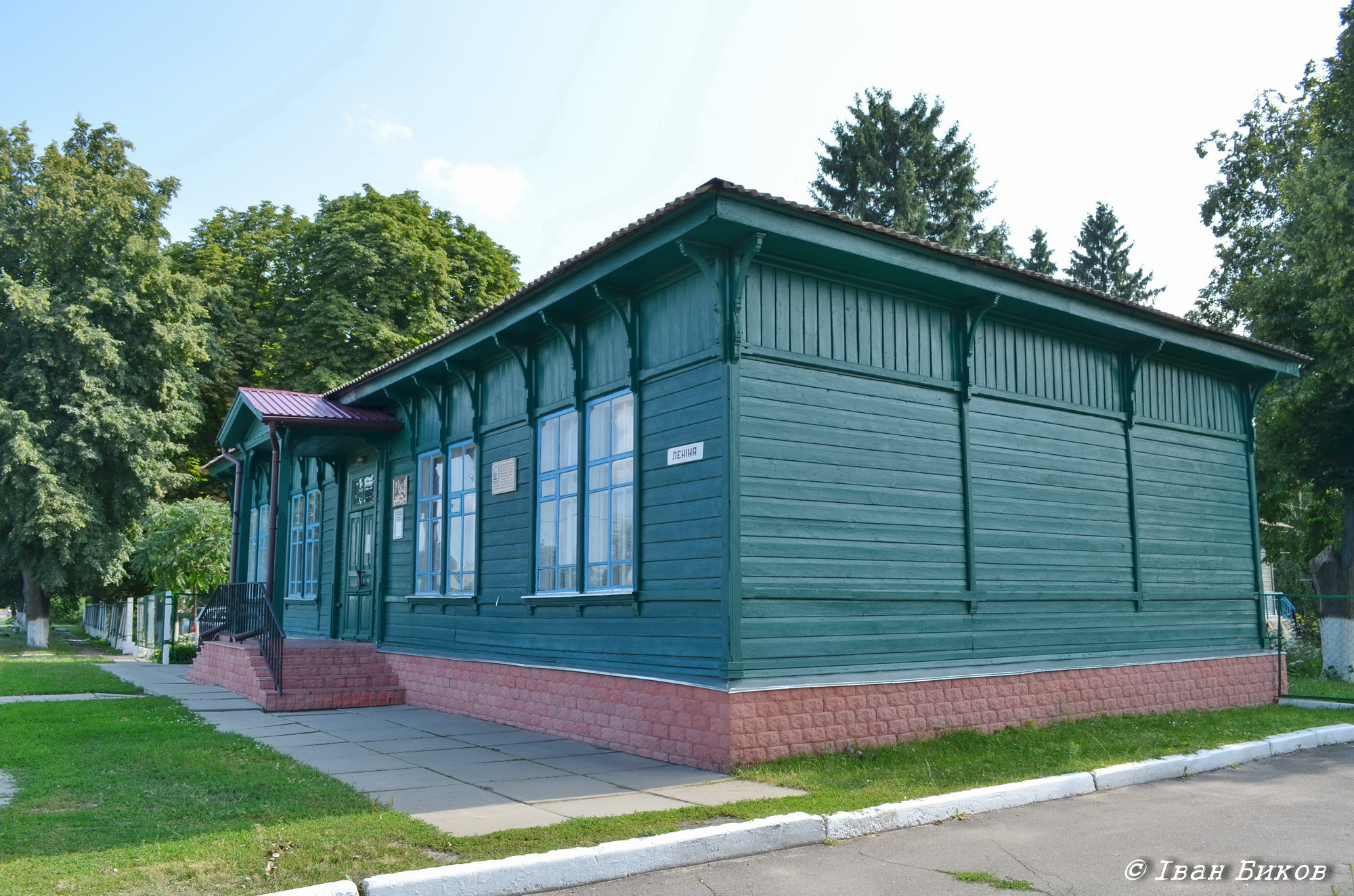
Гоголів. Земська дерев'яна лікарня. 1906 р. Досі працює за призначенням!

У Другу світову війну в районі Гоголева діяли банди совєцьких провокаторів-комуністів, які свідомо тероризували місцевих мешканців, а також даючи підстави німецькій владі теж тероризувати гоголівців[джерело?]. 
Після війни в Гоголеві відновлене колгоспне рабство, а 1946 комуністи вдалися до нового Голодомору. Також окупацйнний уряд СССР знову вдався до депортацій, зокрема дівчат 16-20 річного віку викрадали прямо на вулицях та відправляли на каторжні роботи на шахти Донбасу[джерело?].

### У відновленій ДержавіУкраїна
1991 мешканці Гоголева проголосусали за відновлення державної самостійности України[джерело?]. З 2014 мешканці Гоголева також на фронтах війни з Російською Федерацією[джерело?]. На війні з російськими окупантами загинув випускник гоголівської школи  Андрій Топіха (1991—2015) — молодший сержант Збройних сил України[джерело?].

## Населення

### Мова
Розподіл населення за рідною мовою за даними перепису 2001 року:
| Мова            | Кількість | Відсоток |
| --------------- | --------- | -------- |
| українська      | 4422      | 97.47%   |
| російська       | 99        | 2.18%    |
| вірменська      | 7         | 0.15%    |
| білоруська      | 4         | 0.09%    |
| румунська       | 1         | 0.02%    |
| інші/не вказали | 4         | 0.09%    |
| Усього          | 4537      | 100%     |

## Освіта
Під час Рум'янцевського перепису населення Гоголева (1766 р.) було згадано «ветхую, деревяную» школу, що стояла недалеко від церкви Преображення Господнього. Скоріш за все, школа була збудована ще на початку XVII ст. Пізніше була школа і при церкві Різдва Богородиці (на місці розташування сучасного млина). У 1868 р. в містечку Гоголів відкрили першу земську школу для 65 хлопчиків, викладав учитель Ільницький[джерело?].
У «Пам'ятній книжці Київського округу» згадується про міське двокласне народне училище в Гоголеві, засноване 1880 р. поміщицею Красовською у власному будинку. На утримання училища виділено: земством — 1324 крб, громадою — 400 крб, навчалися 10 дівчат та 152 хлопці[джерело?].
У 1899 р. було відкрито земську школу — в північній околиці за оболонськими болотами, а напередодні Першої світової війни — трирічну вищу початкову школу (містилася вона неподалік Преображенської церкви), до якої приймали випускників церковнопарафіяльної та земської шкіл[джерело?].
У 1912 р. в селі заснували вищу початкову школу, що відповідала чотирьом класам гімназії. До школи вступали випускники міністерського училища, інспектором був С. Я. Кононенко. У гімназії працювали вчителі-предметники: Марія Федорівна (географія), Зелінський (малювання, креслення), О. Я. Даценко (математика), В. В. Пискун (мова)[джерело?].
До проголошення Української Народної Республіки 1917 р. в селі було три освітні заклади[джерело?]:
- У трикласній церковнопарафіяльній школі навчалося близько 50 дітей. Викладали священик Богдан та його дружина Ганна Григорівна.
- Земська початкова школа складалася з чотирьох груп, навчання було чотирирічним. Учні безкоштовно були забезпечені зошитами, підручниками, ручками. Учителювали Є. А. Дворський та О. У. Дворська.
- У двокласному міністерському училищі було п'ять класів, навчання тривало п'ять років. Класи містилися в приміщенні теперішньої початкової школи, збудованої 1905 р. за проектом архітектора-земляка Василя Осьмака. Вивчали арифметику, географію, геометрію, етимологію, історію, природознавство, російську мову, Закон Божий. Навчалося близько 150 учнів, завідував школою Є. І. Кібальчич; учителювали Г. Д. Прокопенко, А. Г. Слюсаренко, П. І. Кибальчич, П. Д. Бутко.

У земській і міністерській школах кожну групу вів один учитель[джерело?].
У 1919 р.  школою завідував Г. М. Борисполець, викладали Г. Ясько, І. І. Барак, А. Г. Слюсаренко, В. З. Приходько, О. Г. Опанасович. Пізніше завідувачами були Г. Ясько, П. М. Хоменко, П. К. Гармашенко[джерело?].
В Гоголеві працювала семирічна школа. Випускали загальношкільні і класні стінгазети, а також тематичні бюлетені юннатів, любителів математики. Члени літературного гуртка готували самописний журнал «Молода зміна». За шкільним приміщенням учні створили велику садову ділянку — шкілку, де вирощували фруктові і декоративні дерева, квіти. Керував цією роботою вчитель природознавства, агроном і садівник Г. С. Непорожній[джерело?].
У 1923 р. комсомольці семирічки заснували шкільну дитячу організацію «Юний спартаківець». У роки Голодомору в містечку функціонував дитячий концтабір, в якому утримували дітей убитих голодом мешканців Гоголева[джерело?]. 
І. Л. Хомич і М. В. Сладкевич очолили Гоголівську середню школу. Колишні випускники 1920-х років згодом були членами товариства «Просвіта», яке пропагувало українську мову, класичні твори літератури, вивчали історію України. З часом, коли політика більшовицького уряду щодо українізації набула репресивних форм, члени «Просвіти» зазнали переслідувань і були запроторені на Соловки. Серед них Г. А. Гомецький та А.Немеровець[джерело?].
Напередодні Другої світової війни у Гоголеві працювали три школи: початкова, семирічна і середня, у яких навчалося 1270 учнів. Перший випуск учнів 10-го класу середньої школи відбувся в 1938 р[джерело?].
У повоєнні роки був час, коли в одному класі навчалися діти різного віку, бракувало зошитів, підручників (шкільну бібліотеку знищили нацисти)[джерело?].
На якісно новий рівень вийшла Гоголівська середня школа під керівництвом директора М. М. Кураліної. Шкільній піонерській організації після тривалої пошукової роботи було присуджено ім'я земляка, учасника підпільної групи, колишнього вчителя П. А. Касяна. Учителька географії Н. П. Хоменко вивчає історію школи, збирає матеріали про бойовий шлях 163-ї стрілецької дивізії[джерело?].
Шкільне життя стало напрочуд насиченим. Було відкрито табір літнього відпочинку. Організовували поїздки до Києва, Одеси, Херсона, Миколаєва, Москви, Ленінграда, у Карпати. Значну частину коштів учні заробляли самостійно, допомагаючи дорослим на ланах і в садах. У школі функціонував шкільний театр, клуб інтернаціональної дружби, шкільний музей, організовували спортивні змагання[джерело?].
У 1980-х роках директорами школи були Костянтин Сергійович Шевцов та Леонід Васильович Оксанич. У 1987 р. Гоголівська середня школа святкувала 50-річчя[джерело?]. 
З 1999 р. школою керує Галина Йосипівна Жовноватюк, у цей час старе шкільне приміщення було реконструйовано. Місцеві жителі О. О. Коцюба та В. О. Коцюба підготували до друку книжку з історії села[джерело?].
На 2002 р. у школі навчалося 517 учнів[джерело?].

## Жителі
До давніх родів Гоголева належать Бориспольці, Білецькі, Бутки, Гути, Дейнеки, Деревці, Дикуни, Іваницькі, Касяни, Коржі, Крикуни, Круки, Лені, Осьмаки, Тарани, Хани, Чопи, Чупринки, Чухни, Ярки та інші.

## Пам'ятки
- Церква Різдва Богородиці збудована у 1827 році. Ще однією офіційною пам'яткою архітектури в Гоголеві є комплекс дерев'яних споруд земської лікарні (амбулаторія, терапеватичний та інфекційний корпуси), що були збудовані 1910 року за проектом архітектора Василя Осьмака[джерело?].
- дерев'яна будівля школи (у наш час обкладена цеглою), також побудована 1910 року Василем Осьмаком[джерело?].

## Відомі люди
У Гоголеві часто бував Тарас Шевченко, що згодом втілилося в написання поеми «Сотник»[джерело?].

### У містечку народилися
- Український поет Грицько Чупринка (1879—1919).
- Український архітектор, педагог Василь Олександрович Осьмак (1870—1942).
- Український педагог-вчений Григорій Боришполець (1898—1954).
- Український скульптор Оснач Василь Микифорович (1909—1969).
- Поетеса Приходько Надія Юхимівна (27.03.1926 — 24.03.1980) — під час війни була у нацистському полоні, працювала на примусових роботах. У 1951 р. закінчила Київське училище прикладного мистецтва, працювала ліпником. З 1960 р. член Спілки письменників. Авторка збірок: «Дівоча пісня», «Зоряна балада», «Пролісок», «Ранок в горах», збірок віршів для дітей: «Берізонька», «Будинок у лісі», «Зайчикові жнива», «Лісовий гомін, або Синичка-щебетушка», «Чебреці».
- Деревець Іван Степанович (2.8.1928 — 23.3.2015) — онук Деревця Василя Кузьмовича, колишній директор Всесоюзного інституту відновлення зношених деталей Союзсільгосптехніки, завідувач сектору механізації сільгосп відділу ЦК Компартії України.
- Слюсаренко Віталій Андрійович — комуністичний активіст.
- Топіха Андрій Олександрович (1991—2015) — молодший сержант Збройних сил України, учасник російсько-української війни.
- Кириєвський Микита Семенович — військовий і громадський діяч;, підхорунжий 1-ї сотні кінного полку Чорних запорожців; хорунжий Армії УНР.
- Холод Ольга Микитівна (1917—?) — новаторка сільськогосподарського виробництва, агроном колгоспу імені Хрущова, головний агроном радгоспу «Требухівський» села Требухів Броварського району Київської області. Депутат Верховної Ради УРСР III—V скликань.
- Коржупова Ангеліна Петрівна (1912—1980) — літературознавиця, доктор філологічних наук, професор[5].